# Hartbergtunnel
Der Hartbergtunnel ist ein 762 m langer Eisenbahntunnel der Schnellfahrstrecke Hannover–Würzburg. Er verläuft auf dem Gebiet der osthessischen Gemeinde Kalbach.
Die Baukosten laut Abrechnung (ohne Mehrwertsteuer) beliefen sich auf 23,9 Millionen D-Mark (rund 12,2 Mio. Euro; Preisstand: etwa 1985).

## Verlauf
Der Tunnel verläuft in nord-südlicher Richtung. Die Trasse verläuft im Tunnel dabei weitgehend in einer Gerade, an die sich im südlichen Drittel ein Übergangsbogen anschließt. Die Gradiente steigt zum Südportal hin durchgängig mit 12,5 Promille an.
Am Nordportal (Bau-Km 229,859) liegt die Schienenoberkante auf einer Höhe von 328,971 m ü. NN, am Südportal (Bau-Km 230,621) von 338,596 m. Die Überdeckung (Bergfirst) liegt bei bis zu 57 m.

### Geologie
Der Tunnel durchörtert Schichten des Mittleren Buntsandsteins sowie tertiäre Sedimente.

## Planung
In der frühen Planungsphase liefen im südlichen Bereich des Tunnels die von Norden kommenden Varianten I und III der großräumigen Linienführung im Raum Fulda zusammen.
Der Tunnel bildete, zusammen mit einem 67 m langen Voreinschnitt im Norden und einem 556 m langen Einschnitt im Süden das Los 1 eines 2.875 m langen Bauabschnitts (Bau-Km 229,810 bis 232,685) der Neubaustrecke. Der Abschnitt wurde im August 1982 ausgeschrieben und am 21. September gleichen Jahres submissiert. Am 12. November 1982 wurde der Bauauftrag für eine Auftragssumme von 57.254.000 D-Mark vergeben (rund 27,3 Millionen Euro; Preisstand: 1982).
In der Planungs- und Bauphase wurde der Tunnel auch als Objekt 81 bezeichnet.
Noch Ende 1983 war eine Länge von 693 m für das Bauwerk vorgesehen gewesen.

## Bau
Der Tunnel wurde von einer Arbeitsgemeinschaft errichtet, die Ende 1982 den Auftrag zum Bau des Tunnels erhielt. Die schriftliche Auftragsbestätigung wurde am 1. März 1983 ausgesprochen.
Der Beginn des Vortriebs verzögerte sich, nachdem es bei Abholzungsarbeiten (durch die Bundesforstverwaltung) zu Verzögerungen gekommen war. Offiziell angeschlagen wurde der Tunnel am 24. August 1983.
Der Vortrieb begann am 19. August gleichen Jahres. Die Kalotte wurde am 6. März 1984 durchgeschlagen, die Strosse am 27. März 1984. Am 27. Dezember 1985 wurden die Bauarbeiten abgeschlossen. Die Tunnelpatenschaft hatte Ingeborg Siebke übernommen.
Die 762 m lange Röhre (gemessen nach dem Abstand der beiden Portalfußpunkten) wurde fast vollständig, auf einer Länge von 727,0 m, in bergmännischer Bauweise errichtet. 35 m, im Bereich der Portalbauwerke, wurden in offener Bauweise erstellt.
Der Ausbruchsquerschnitt lag zwischen 108 und 133 m², der Nutzquerschnitt zwischen 81 und 99 m². Die maximale Ausbruchshöhe (Sohle–Scheitel) lag bei 11,60 m, die hergestellte Tunnelhöhe (Schienenoberkante–Scheitel) bei 7,78 m. Insgesamt wurden 85.500 m³ Fels ausgebrochen, für die Einschnitte wurden 443.650 m³ Material abgetragen. Die Überschussmassen wurden, zusammen mit denen des Kalbachtunnels, auf der Deponie Roppesgraben bei Niederkalbach eingelagert. Während der Bauphase fiel bis zu 0,3 l/s Tunnelwasser an.
Für das Außengewölbe wurden 4.800 m³ Spritzbeton eingesetzt, für das Innen- und Sohlgewölbe wurden 14.480 m³ Beton. Insgesamt 208 t Stahl wurden für die Bewehrung der Innenschale und der Portale aufgewendet.
Mit der Errichtung beauftragt war die ARGE Hartberg- und Kalbachtunnel, die aus sechs Unternehmen bestand.

## Weblink
- Fotos der Tunnelportale auf eisenbahn-tunnelportale.de